# Carl Johan Trygg
Carl Johan Trygg (egentligen Thrygg), född 26 maj 1887 i Skagershult, Närke, Örebro län, död 12 februari 1954 i Glimminge, Västra Karups socken Kristianstads län, var en svensk-kanadensisk träsnidare och skulptör. Trygg var en av 1900-talets mest kända träsnidare och den mest kända skandinaviska figurssnidarna. 
Carl Johan Trygg föddes i Skagershult i Närke i en familj på nio barn. Fadern var fanjunkare och hette Carl Oskar Trygg. 1909 gifte Carl Johan Trygg sig med Maria Axelina Andersson och året därpå föddes sonen Carl Olof Trygg. 1914 föddes sonen Nils Johan Trygg och 1929 föddes sonen Lars Trygg.
Trygg genomgick Karlskoga praktiska skola och började skära träfigurer redan som barn. Vid tolv års ålder flyttade han hemifrån för att försörja sig själv och han arbetade som urmakare och skomakare, men var även under en tid anställd vid ett tvätteri. Tidigt började han snida figurer på så kallade vanliga människor. Han blev snart en uppskattad träsnidare av småfigurer som bär ett släktskap med Döderhultarns arbeten. Några av hans skulpturer utförda 1924 kom under 1960-talet ut på konstmarknaden som arbeten utförda av Döderhultarn. Han ställde ut separat första gången 1915 på Nya konstgalleriet i Stockholm och deltog därefter i ett flertal utställningar i Sverige och började arbeta som snidare på heltid. 
1928 emigrerade Trygg med sin familj till Kanada och anlände till Halifax den 3 mars. Familjen bestod då av Carl Johan och hans hustru Maria Axelina, sönerna Carl Olof och Nils Johan och dottern Kally Maria. Familjen bosatte sig slutligen i Montreal, där de fortsatte sitt snideriarbete. Han medverkade i konsthantverksutställningen i Montreal 1929. Båda sönerna engagerade sig i snideriet och blev sedermera yrkessnidare. 
Trygg arbetade nära turismen och sålde många av sina verk till turister. Han arbetade ofta i lind eller tall och monterade skulpturerna på en bas. Han målade därefter personernas persedlar. Trygg och hans son Carl Olof Trygg snidade över 10 000 figurer och flera av dem såldes till turister. 
Så småningom återvände Carl Johan Trygg med sin familj till Sverige, där de fortsatte sin karriär. Carl Johan avled 1954 i Glimminge, men Carl Olof fortsatte snida in på 1980-talet, innan denne avled 1 mars 1993 i Halmstad.
Bland Carl Johan Tryggs mer kända arbeten märks en serie bilder över stormaktstidens svenska kungar. Trygg är representerad vid Kalmar läns museum.